# هانز تراوت
هانز تراوت (25 يناير 1895 - 9 ديسمبر 1974) كان جنرالًا ألمانيًا خلال الحرب العالمية الثانية. حصل على وسام الفارس الصليبي الحديدي بأوراق البلوط لألمانيا النازية.
استسلم تراوت لقوات الجيش الأحمر في سياق الهجوم السوفياتي 1944 فيتيبسك أورشا. في عام 1947 أدين كمجرم حرب في الاتحاد السوفياتي وحكم عليه بالسجن لمدة 25 سنة من العمل الجبري. تم إطلاق سراحه في عام 1955.

## الجوائز والأوسمة
- الصليب الحديدي (1914) الدرجة الثانية (21 أكتوبر 1914) والدرجة الأولى (17 يناير 1917) [1]
- مشبك الصليب الحديدي (1939) الدرجة الثانية (20 سبتمبر 1939) والدرجة الأولى (4 أكتوبر 1939)
- وسام الفارس الصليبي الحديدي بأوراق البلوط
  - يوم 5 أغسطس 1940 كمأوبرسلوبمينت وقائد I./Infanterie-Regiment 90 [2]
  - مع اوراق البلوط في 23 يناير 1942 بصفته أوبرست وقائد فرقة المشاة 41 (م.) وزعيم فرقة المشاة العاشرة [3]
- الصليب الألماني الذهبي في 15 ديسمبر 1943 كجينيرال لوتنانت وقائد فرقة شتورم 78 [4]

### اقتباسات
1. ↑  Thomas 1998, p. 391.
2. ↑  Fellgiebel 2000, p. 345.
3. ↑  Fellgiebel 2000, p. 52.
4. ↑  Patzwall & Scherzer 2001, p. 479.

### قائمة المراجع
| مناصب عسكرية    | مناصب عسكرية                | مناصب عسكرية    |
| --------------- | --------------------------- | --------------- |
| سبقه {{{سبقه}}} | {{{العنوان}}} {{{الأعوام}}} | تبعه {{{تبعه}}} |
| سبقه {{{سبقه}}} | {{{العنوان}}} {{{الأعوام}}} | تبعه {{{تبعه}}} |
| سبقه {{{سبقه}}} | {{{العنوان}}} {{{الأعوام}}} | تبعه {{{تبعه}}} |